# Bušovce
Bušovce (em húngaro: Busóc; alemão: Bauschendorf) é um município da Eslováquia, situada no distrito de Kežmarok, na região de Prešov. Tem 9,03 km² de área e sua população em 2018 foi estimada em 305 habitantes.

## Demografia
| Ano:        | 1994 | 2004   | 2014   | 2024   |
| ----------- | ---- | ------ | ------ | ------ |
| Broj ljudi: | 319  | 317    | 308    | 292    |
| Razlika:    |      | -0,62% | -2,83% | -5,19% |

| Ano:               | 2023 | 2024   |
| ------------------ | ---- | ------ |
| Número de pessoas: | 296  | 292    |
| Diferença:         |      | -1,35% |